# Музыка, Николай Антонович
Николай Антонович Музыка — советский деятель сельского хозяйства, Герой Социалистического Труда.

## Биография
Родился в 1928 году на территории современной Днепропетровской области. Член КПСС.
В 1944—1950 гг. — рядовой колхозник колхоза «Украина» Килийского района.
В 1950—1954 гг. — студент Одесского сельскохозяйственного института.
В 1954—1957 гг. — агроном колхоза «Украина» Килийского района.
В 1957—1991 гг. — председатель колхоза «Украина» Килийского района Одесской области Украинской ССР.
Указом Президиума Верховного Совета СССР от 8 апреля 1971 года за выдающиеся успехи, достигнутые в развитии сельскохозяйственного производства и выполнении пятилетнего плана продажи государству продуктов земледелия и животноводства, присвоено звание Героя Социалистического Труда с вручением ордена Ленина и золотой медали «Серп и Молот».
Умер в селе Шевченково Килийского района в 2001 году.

## Награды и звания
- Герой Социалистического Труда (08.04.1971).
- орден Ленина (22.03.1966; 08.04.1971)
- орден Октябрьской Революции (22.12.1977)
- орден «Знак Почёта» (08.12.1973)